# Šumševaši
Šumševaši (in russo Шумшеваши?; in ciuvascio: Шĕмшеш, Šĕmšeš) è una località rurale (un selo) del rajon Alikovskij, nella Repubblica autonoma della Ciuvascia, in Russia. Si trova a 14 chilometri da Alikovo, che è il centro amministrativo del distretto omonimo. È il centro amministrativo del circondario rurale di Šumševaši.

## Popolazione
La popolazione di 2500 persone è principalmente di etnia ciuvascia.

## Infrastrutture e trasporti
Nel villaggio c'è un centro culturale, una biblioteca, una chiesa, un pronto soccorso, un negozio. Il paese è prevalentemente alimentato a gas.

## Mass media e telecomunicazioni
- Comunicazione: "Волгателеком" Би Лайн, МТС, Мегафон. L'accesso a Internet è sviluppato.
- Giornali e riviste: il giornale del distretto di Alikovo "Пурнăç çулĕпе" - "Sulla via della vita", pubblicato in russo e ciuvascio.